# Kaliber 44 (гурт)
Kaliber 44 — польський хіп-хоповий гурт. Сформований в 1993 році в Катовицях, братами Михайлом Мартеном «С. П. Брат Йока» (пол. Ś. P. Brat Joka) (С. П. є частиною художнього псевдоніма) і Мартином Мартеном «Абра дАб» (пол. Abra dAb). Незабаром до групи вступив Піотр Лущ «Маг Магік I» (пол. Mag Magik I) (у групі до 1998). Спочатку група співпрацювала з реперами з Катовиць Яйонашом і Гано.

## Назва ансамблю
Перша частина назви має означати калібр проблем, про які говорить група. Другий член узятий з Дзядів Адама Міцкевича (Бачення священика Петра).

## Початок кар'єри
У 1991-1994 роках Kaliber 44 працював над своїм стилем і індивідуальністю. Група весь час експериментувала. У цей період група мала короткий епізод пов'язаний
з гангста-репом. Важливим етапом у розвитку ансамблю був концертний тур з Ліроєм в 1995 році. У 1994 році група випустила альбом під назвою «Почуй наше демо».

## Видавничий дебют
На компіляції випущеній незалежним видавництвом SP Records вийшла дебютна пісня До боротьби Орден Марії. Вона виділялася серед інших треків на цьому CD, тому що це пісня в специфічному жанрі «Хардкор Психореп» (Hardcore Psycho Rap). Цей вид характеризується важчим звуком, ніж типовий хіп-хоп, специфічними, нечіткими голосами, психоделічними текстами, і свого роду таємничістю. Слова часто звучать як стогони і крики, як би страждання душі. Сам реп також незвичайний, дуже емоційний, іноді наче виклик здалека, а іноді говорять, ніби з останніх сил. Тексти були наповнені метафорами Дзядів і торкалися метафізичних тем. Все це нагадує спіритичний сеанс, протягом якого репери в екстазі об'єднувалися з іншим світом. До цього моменту, Калібр 44 був єдиною хіп-хоповою групою в Польщі, яка серйозно займалася психорепом. Чистий психореп з'являється тільки на альбомі Книга таємнича. Пролог. До сьогодні альбом розпроданий з тиражем понад 100 тисяч екземплярів.
До 2000 року група випустила три альбоми: Книга Таємнича. Пролог (1996), здійснена
з гостем DJ Себастьяном Feel-X Філіксом (Dj Sebastian Feel-X Filiks), який у 1998 році став постійним членом групи, У 63 хвилини довкола світу (1998) та 3:44 (2000), які реалізовані без Піотра Магіка Луща, який в 1998 році залишив гурт.
Група була активною до 2002 року.

## Альбоми
Книга Таємнича. Пролог 

Після трьох місяців від випуску треку Орден Марії з'явився перший альбом Калібру 44 — Книга Таємнича. Пролог. Вона в цілому складалася з психорепових пісень. Самі художники називають свій стиль також як «Магія і Меч». Було три інтерпретації пісні
з цього альбому. Перша: посилання на Дзяди А. Міцкевича. Друга: вид похвали марихуани, яка названа на альбомі ЦМарія". По-третє: сприяння новим стилем –Хардкор Психореп.
Найпопулярнішим треком з цього альбому був + і -, в яким Магік говорив про страх перед тестом для перевірки чи є він заражений вірусом ВІЛ. Книга Таємнича. Пролог. користувалася великим успіхом і була розпродана у великих кількостях. Ця музика отримала визнання не тільки серед шанувальників хіп-хопу. Для цього альбому група отримала номінації до Фридерика в категорії «Альбому року. Альтернативна Музика» (хіп-хоп навіть не існував як окремий музичний вид у Польщі) і «Дебют року».
У 63 хвилини навкруги світу

У 1998 році вийшов сингл Фільм, і незабаром після цього, другий альбом У 63 хвилини навкруги світу. На альбомі група представила інший стиль та залишила характерний психореп. Стиль групи Kaliber 44 з цього альбому був часто названий «грою слів». Група звернулася до традиційного хіп-хопу. Пісні торкалися легших, гумористичних тем. Всі фани з тривогою чекали нового альбому, але він також був великим успіхом, як і попередній. Альбом досягнув статусу Золотого диска за 50 тисяч проданих екземплярів. Після видання диску групу покинув Магік, який разом з Рагімом (Rahim) і Фокусом (Fokus) заснував групу під назвою Пактофоніка (Paktofonika). Вісім днів після випуску першого альбому Пактофоніки Магік покінчив життя самогубством.
У групі Kaliber 44 залишилися тільки Абра дАб, Йока, а також DJ Feel-X, який постійно приєднався до групи на другому альбомі. Пізніше долучився також DJ Барт (DJ Bart).
3:44

У 2000 році вийшов третій альбом 3:44 з піснею Конфронтації. Це найкоротший альбом групи, триває тільки 44 хвилини. Цей альбом має трохи інший клімат, ніж попередні. Матеріал був стилістично інший від ранніх записів, і цей диск визнано найкращим альбомом групи. У створенні 3:44 взяли участь, зокрема, WSZ (Дядя Само Зло) і CNE (Людина Нової Ери). Цей альбом також дійшов великого комерційного успіху
і поширення з тиражем у десятки тисяч екземплярів. Група отримала за нею Фридеріка.
Після випуску 3:44 Абра дАб видав сольний диск Червоний альбом.

## Номери
В історії K44 з'явилося кілька значущих чисел. У назві групи виступають дві четвірки. Вони були взяті з третьої частини Дзядів Міцкевича і символізують майбутнього рятівника народу. Наступні цифри знаходяться у назві другого альбому K44. Число 63 визначає тривалість диска. Також назва третього CD має цифри: 3:44. Трійка означає третій альбом, а 44 є посиланням на ім'я групи і визначає довжину матеріалу, тому що альбом триває всього 44 хвилини. Однак найвідомішим номером в історії K44 є «0:22». Це двадцять дві секунди тиші, які вміщені на другому диску K44. Вони викликали суперечки у молодих людей у столиці Польщі. Це вважається провокацією і виразом презирства до столиці, що згодом призвело до ворожнечі між Калібром і Варшафським дощем (Warszafski Deszcz).

## Календар
- 1994 — у Катовицях створено групу Калібр 44
- 1995 — група підписала контракт із SP Records і відправилася в тур з Liroy
- Жовтень 1996 — виходить максі-сингл, Магія і меч. У ньому три пісні — Мій страх, Більш грошей і Плюс і мінус
- 1996 — Пісня Орден Марії в компіляції SP Records
- Серпень 1996 — Сингл Магія і меч
- Листопад 1996 року — перший альбом: Книга Таємнича. Пролог. З гостями DJ Feel-X, Rahim і Jajonasz
- 1997 — запис пісні Польська Мова, разом із Височина Я-Па 3 (Wzgórze Ya-Pa 3) і відмова від стилю Хардкор Психореп
- Літо 1997 — Робота над другим альбомом під час канікул на Мазурських озерах
- 1998 рік — сингл Фільм; альбом У 63 хвилини навкруги світу, після запису до групи приєднався DJ Feel-X; групу залишає Магік (разом з Рахімом і Фокусом створює новий проект під назвою Пактофоніка)
- Лютий 2000 — Створення Баку Баку Складу, яка є спільною ініціативою Йокі, Абра дАба, DJ Feel-X, WSZ (Дядя Само Зло), CNE (Людина Нової Ери) і DJ Барта
- 2000 — сингл Конфронтації; запис 3:44 разом з Баку Баку Складом. Після запису альбому та концертової траси Йока виїжджає в США, повертається за 4 роки
- 26 грудня 2000 — Магік здійснює самогубство
- 2001 рік — ансамбль виступає на фестивалі в Ополе, разом з Пактофонікою і Височиною Я-Па 3
- 2004 — Абра дАб видає CD Червоний альбом. Тут також можна почути Гутка (Gutek), Френчмана (Frenchmana), Теде (Tede), WSZ і CNE
- 8 жовтня 2004 — перший концерт Калібру в повному складі за останні чотири роки у Варшаві. Виступили Йока, дАб, Гутек, WSZ, CNE і Mad Crew (DJ Feel-X і DJ Барт)
- Жовтень 2005 — альбом Абра дАба Червоний альбом випущений на вінілі
- 1 грудня 2005 — випущений другий альбом Абра дАба під назвою Емісія вихлопних газів, тут включений Йока

## Дискографія

### Альбоми
- (1996) Книга Таємнича. Пролог.
- (1998) У 63 хвилини навкруги світу — золотий диск
- (2000) 3:44

### Сингли
- (1996) Магія і Меч
- (1998) Фільм
- (2000) Конфронтації/Рутини

### Музичні відео
- Плюс і Мінус — 1996
- Магія і Меч — 1996
- Фільм — 1998
- Зазвичай в цей час — 2000
- Конфронтації- 2000

## Нагороди
- 1996 Номінація до Польської фонографічної нагороди Фридерик в категорії «Альбом року» — альтернативна музика за альбом Книга Таємнича. Пролог.
- 1998 Номінація до Польської фонографічної нагороди Фридерик в категорії «Альбом року» — реп/хіп-хоп за альбом У 63 хвилини навкруги світу
- 2000 Польська фонографічна нагорода Фридерик в категорії Альбом Року — реп/хіп-хоп за альбом 3:44